# Anthony Lwanga
Anthony Lwanga (ur. 20 marca 1972) – kenijski piłkarz grający na pozycji pomocnika. W swojej karierze rozegrał 16 meczów i strzelił 2 gole w reprezentacji Kenii.

## Kariera klubowa
W swojej karierze piłkarskiej Lwanga grał w klubie AFC Leopards Nairobi.

## Kariera reprezentacyjna
W reprezentacji Kenii Lwanga zadebiutował 14 kwietnia 1991 roku w przegranym 0:1 meczu kwalifikacji do Pucharu Narodów Afryki 1992 z Sudanem, rozegranym w Chartumie. W 1992 roku został powołany do kadry na Puchar Narodów Afryki 1992. Zagrał w nim w dwóch meczach grupowych: z Nigerią (1:2) i z Senegalem (0:3). Od 1991 do 1996 wystąpił w kadrze narodowej 16 razy i strzelił 2 gole.